# Roman Lob
Roman Lob (n. 2 iulie 1990, Düsseldorf) este un cântăreț din Germania. În februarie 2012 el a câștigat concursul de talente Unser Star für Baku (Steaua naostră pentru Baku), produs de ARD și ProSieben și a reprezentat Germania la Concursul Muzical Eurovision 2012 din Baku. Lob este solistul trupei de rock alternativ „Rooftop Kingdomn” din Neuwied și un membru fondator al trupei de metalcore „Days of Despite”.

## Carieră

### 2007: Deutschland sucht den Superstar
În 2007 Lob a participat la cel de-al patrulea sezon al concursului Deutschland sucht den Superstar, varianta germană a francizei Idol, dar a trebuit să renunțe din cauza unei infecții la corzile vocale. El ajunsese deja în primii 20 de concurenți clasați.

### 2008: Prima încercare la Concursul Muzical Eurovision
În 2008 Lob a luat parte la competiția organizată pentru a selecta intrarea Germaniei la Concursul Muzical Eurovision 2008 din Belgrad împreună cu trupa de băieți G12P (Germany 12 Points), însă piesa lor, „When The Boys Come”, nu a fost selectată să concureze în finală.

### 2012: Concursul Muzical Eurovision 2012
Pe 16 februarie 2012 Lob a câștigat concursul Unser Star für Baku (Steaua naostră pentru Baku), fiind ales să reprezinte Germania la Concursul Muzical Eurovision 2012 din Baku, Azerbaidjan. El a primit în total 110 puncte și a ocupat locul al optulea.

## Discografie

### Albume
| Titlu   | Detalii                                                                                           | Cea mai înaltă poziție | Cea mai înaltă poziție | Cea mai înaltă poziție |
| Titlu   | Detalii                                                                                           | Germania               | Austria                | Elveția                |
| ------- | ------------------------------------------------------------------------------------------------- | ---------------------- | ---------------------- | ---------------------- |
| Changes | - Lansat: 13 aprilie 2012 - Casă de discuri: Universal Records - Formate: CD, descărcare digitală | 9                      | 50                     | 81                     |

### Discuri single
| 2012                                                                          | „Standing Still”   | 3 | 40 | 51 | 132 | Changes |
| 2012                                                                          | „Call Out the Sun” | — | —  | —  | —   | Changes |
| „—” denotă albumul care nu s-a clasat pe nici o poziție sau nu a fost lansat. |                    |   |    |    |     |         |

### Alte cântece
| An   | Titlu        | Cea mai înaltă poziție | Album   |
| An   | Titlu        | Germania               | Album   |
| ---- | ------------ | ---------------------- | ------- |
| 2012 | „Conflicted” | 51                     | Changes |
| 2012 | „Alone”      | 42                     | Changes |